# Hydromonitor

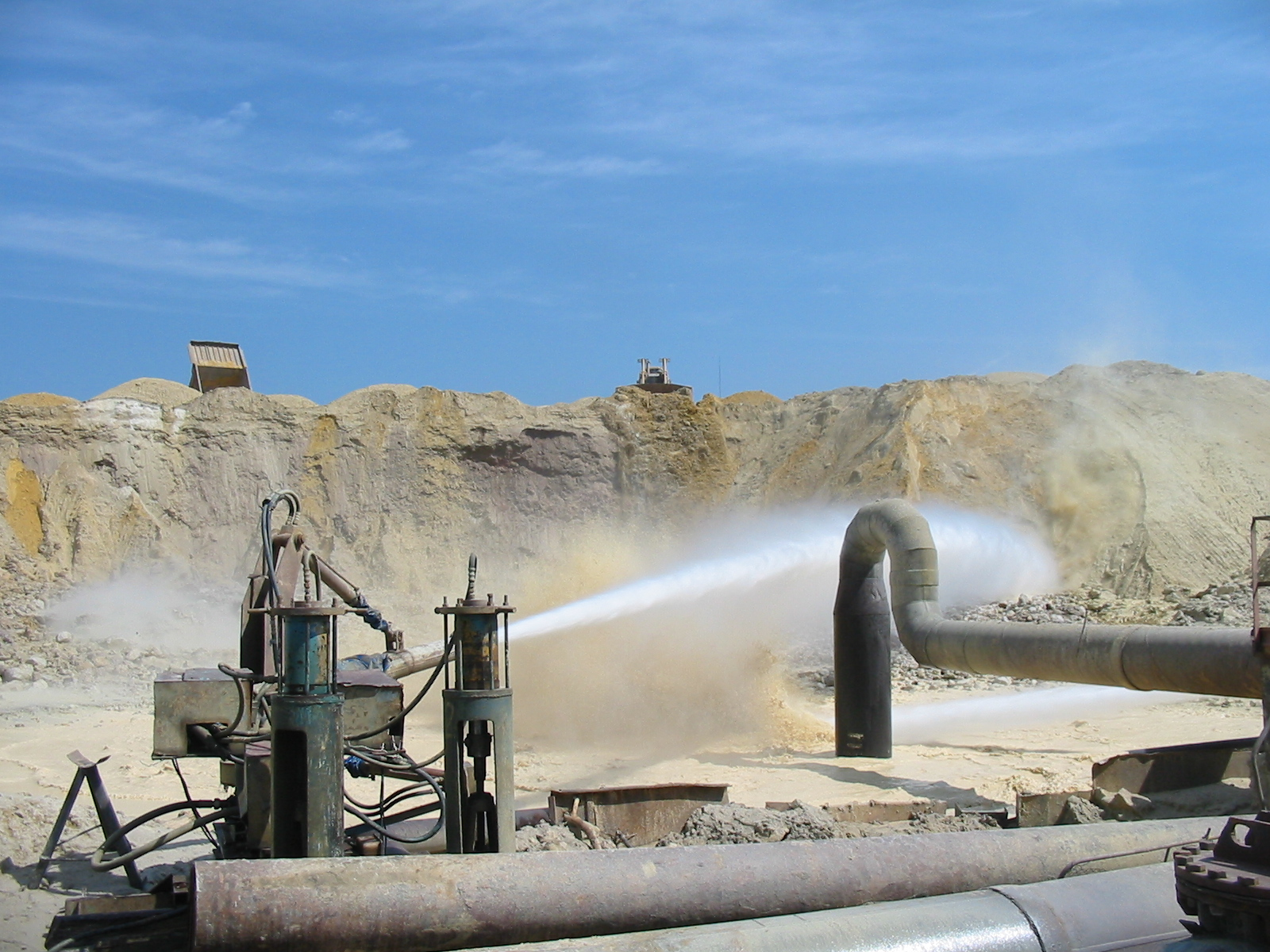
Hydromonitor beim Abbau

Der Hydromonitor ist ein Tagebaugerät, das mit einem gerichteten Wasserstrahl Gestein gewinnt und einer Rohrleitung zuführt.

## Aufbau
Das Gerät besteht aus einer Hochdruckpumpe, die den entsprechenden Wasserdruck aufbaut und einer Düse, die den Wasserstrahl beschleunigt bzw. fokussiert. Zwischen dem Gerät und der Abbaufront befindet sich ein Trichter, der die Emulsion sammelt und einer Förderpumpe am Anfang der Rohrleitung zuführt.

## Einsatz und Wirkungsweise
Das Verfahren wird vorwiegend in relativ lockeren Gesteinen eingesetzt, wo Edelsteine oder Metallseifen schon während der Gewinnung in einen förderfähigen Zustand überführt werden sollen. Beim Auftreffen des Wasserstrahls wird das Gesteinsgefüge aufgebrochen und das Gemisch aus Nutzmineral und Nebengestein in eine Emulsion überführt. Danach fließt die Emulsion über einen Trichter in eine Rohrleitung, von wo die Emulsion in der Regel nach einer Verdichtung über weite Strecken gepumpt werden kann.

## Vor- und Nachteile
Der Vorteil von Hydromonitoren zeigt sich besonders dann, wenn beim Lösen des anstehenden Gesteins bereits eine Voraufbereitung geschieht. Das ist beispielsweise der Fall, wenn harte Erze in einer Matrix weichen Gesteins (z. B. Sand) liegen und die Emulsion danach über einen Abscheider (z. B. ein Sieb) geführt wird. In diesem Falle führt die Verringerung der Fördergutmenge zu Einsparungen bei Aufbereitung und Verkippung der Rückstände.
Nachteilig sind die im Vergleich mit anderen Transportmitteln höheren Kosten beim Rohrleitungstransport, die durch hohe Druckverluste und hohen Instandhaltungsaufwand (Verschleiß) verursacht werden.

## Beispiele
- Titanseifenabbau im Tagebau Orshonikidze (Ukraine)
- Bernsteinabbau im Tagebau Primorskoje bei Jantarny (Oblast Kaliningrad)